# Ernesto Bonilla del Valle
Ernesto Bonilla del Valle (Jauja, Perú, 6 de gener de 1905 - Los Angeles, Estats Units, 23 de juliol de 2005) fou un escriptor, poeta i pintor peruà.
Va ser d'un profund lirisme que va basar la majoria dels seus textos en la vida tranquil·la i malenconiosa dels paratges senzills dels Andes peruans, i en particular va narrar escenes de la vida quotidiana a la vall del Mantaro.
Es va titular com a comptador a la Universitat de San Marcos a Lima. Va treballar en empreses privades i després com a funcionari en el Ministeri de Foment del Perú.
Va ser propulsor del cooperativisme en el Perú, fundant la Cooperativa d'Habitatge "Macchu Picchu" en l'actual districte de San Juan de Lurigancho a Lima per a empleats estatals. Va publicar la revista Cooperación del seu propi peculi.
Pintor costumista, després abstracte i figuratiu. Ha exposat als Estats Units on va radicar des de 1970.

## Obres
- Jauja, Buenos Aires, 1946.
- Tierra Chola, Junín, 1972.
- L'alberg desolat, Jauja, 2006.